# Pyszczak grubowargi
Pyszczak grubowargi (Abactochromis labrosus) – roślinożerny, endemiczny gatunek słodkowodnej ryby okoniokształtnej z rodziny pielęgnicowatych (Cichlidae), opisany po raz pierwszy pod nazwą Melanochromis labrosus. Jedyny przedstawiciel rodzaju Abactochromis.

## Występowanie
Występuje w Afryce – w jeziorze Niasa, na pograniczu państw: Malawi, Mozambik i Tanzania. Przebywa nad skalistym podłożem pływając do głębokości 30 m poniżej poziomu jeziora.

## Opis
Ciało silnie spłaszczone, umożliwia wciskanie się pomiędzy szczeliny skalne w poszukiwaniu pożywienia. Charakterystyczną cechą ryby jest kształt warg, są one bardzo duże i wrażliwe na dotyk. U starszych osobników dolna warga silnie wywija się ku dołowi. Pyszczak grubowargi dorasta do około 12 cm długości.
Zaliczany jest do grupy mbuna. Jest pyszczakiem (gębaczem). Samica przechowuje ikrę w jamie gębowej przez okres około 24 dni. Taka strategia rozrodu pozwala na zmniejszenie liczby składanych jaj. Z jednego złożenia samica wychowuje około 40–50 młodych.